# Köpenhamns hamn

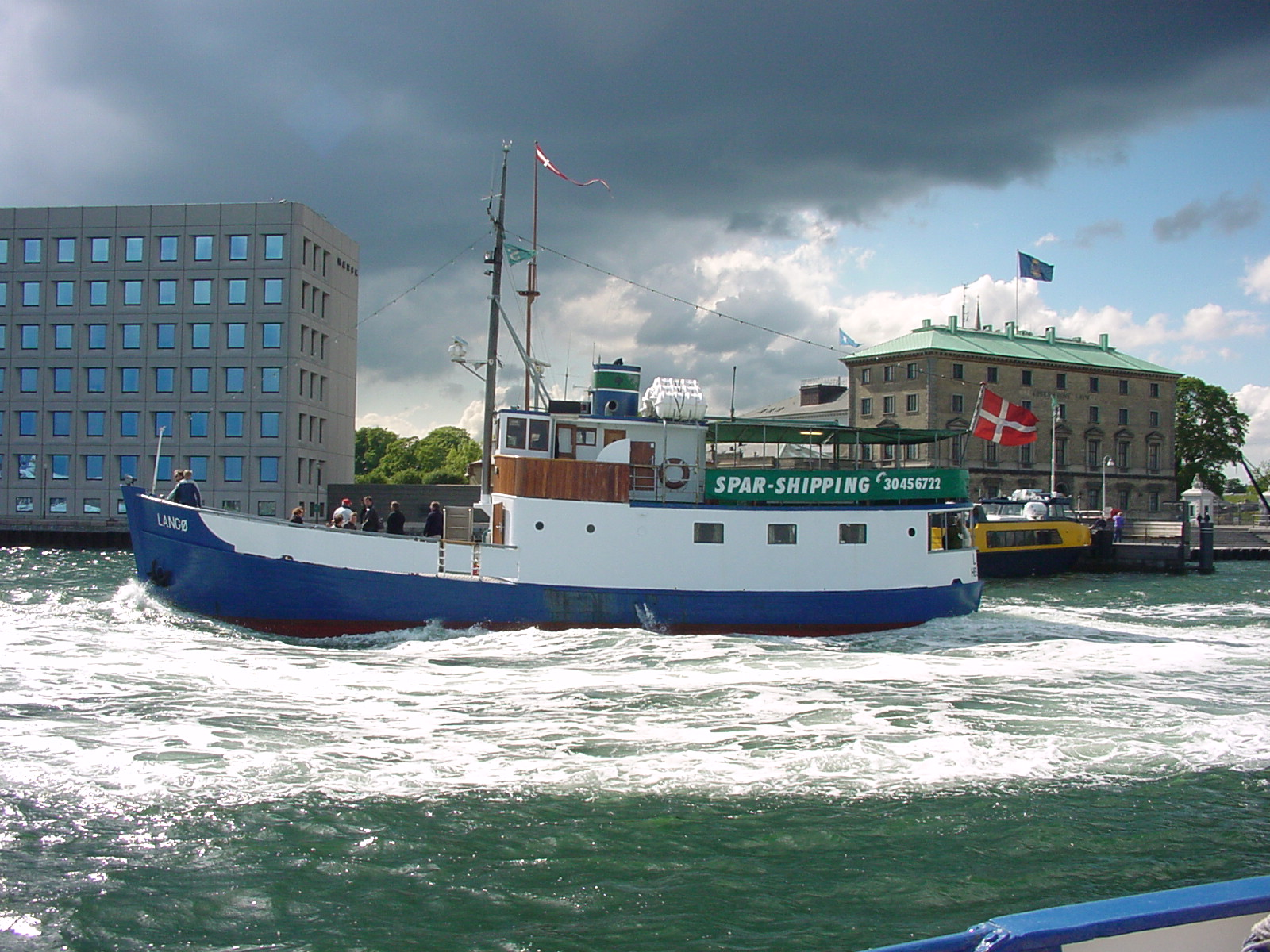
Köpenhamns hamn. Inderhavnen. 2001

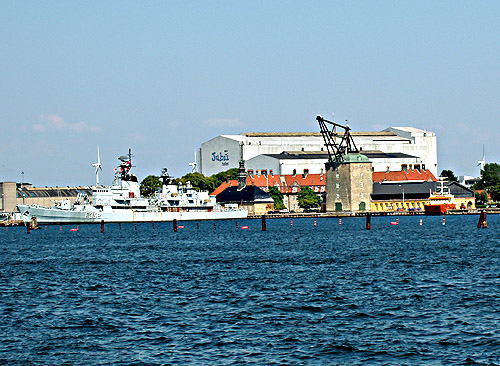
Fredrik V:s mastkran på Holmen

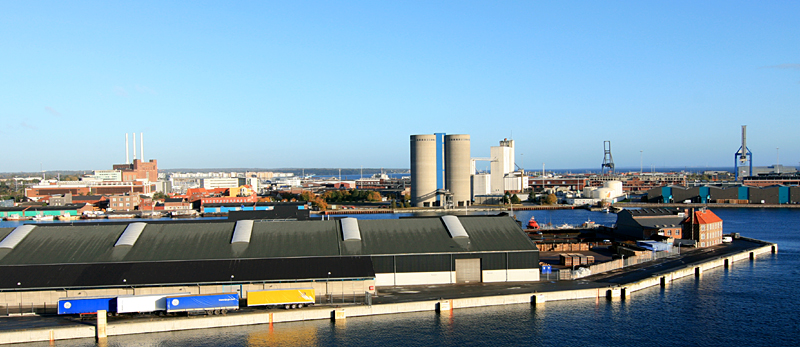
Utsikt över Nordhavnen med Unipac i förgrunden

Köpenhamns hamn är hamnen i Köpenhamn, som breder ut sig från Svanemøllebugten i norr till Sjællandsbroen i syd. Den ägs av Københavns Havn A/S men drivs av Copenhagen Malmö Port, ett samarbete med Malmö hamn.
Hamnen delas in i Nordhavnen, Refshaleøen, Søndre Frihavn, Inderhavnen, Holmen, Sydhavnen och Prøvestenen. Det sker ständigt förändringar i hamnområdet, och bland annat har nyligen[när?] stora delar av inre hamnen gjorts om till bostadsområde. Norr om övriga hamnområden finns Köpenhamns frihamn, som historiskt varit tullfritt område.

## Historik
Köpenhamn är en gammal hamnstad, som uppstod under tidig medeltid på grund av sitt skyddade läge. Hamnen ägdes länge av kungen, men 1742 gjordes den till en oberoende institution och bestod oförändrad till 1812, då en central administration upprättades. Först år 2000 upprättades bolaget Københavns Havn A/S efter ett rättsfall mellan danska staten och den oberoende institutionen.

## Hamnområden

### Nordhavnen
Nordhavnen är den norra delen av Köpenhamns hamn, och anlades i slutet av 1800-talet, då delar av Svanemøllebugten fylldes ut norr om frihamnen. Idag står hamnområdet, som är totalt två kvadratkilometer stort, för majoriteten av Köpenhamns hamns aktitivet. I Nordhavnen finns färjelägen, containerterminal och fisketorg, liksom flera lager och industrier. Nordhavnen rymmer dessutom Danmarks största marina. Förr hade även Nordisk Film studior i hamnområdet.
Vid gränsen till Østerbro ligger järnvägsstationen Nordhavn med S-tåg och Metro.
Arealudviklingsselskabet planerar att omvandla området till en helt ny stadsdel med tiotusentals bostäder och arbetsplatser. I en första omgång skulle inre delen av Nordhavnen utvecklas. Köpenhamns kommun planerar att bygga 400 000 kvadratmeter bostäder och kontor i Århusgadeområdet från och med 2008, och ytterligare 200 000 kvadratmeter vid Kalkbrænderiløbet från och med 2015. Området förväntas vara färdigbyggt inom 20-25 år.[när?]

### Refshaleøen
Refshaleøen är en ö i hamnen som fram till 1996 huserade skeppsvarvet Burmeister & Wain. Ön har en yta cirka en halv kvadratkilometer och håller på att utvecklas till en ny stadsdel.
55°41′35″N 12°37′0″Ö / 55.69306°N 12.61667°Ö

### Søndre Frihavn

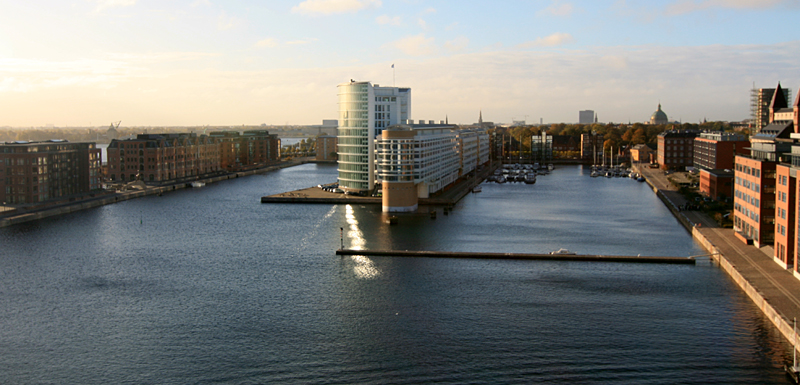
Søndre Frihavn. Från vänster: Pakhuskaj, Østbassin, Midtermolen, Vestbassin och Amerikakaj.

Søndre Frihavn (Södra frihamnen) ligger i norra delen av Köpenhamns hamn. Området inkluderar Langelinie, Indiakaj, Midtermolen, samt området kring Amerika Plads med Amerikakaj och Dampfærgevej. Mot väst avgränsas området av Kalkbrænderihavnsgade.
55°41′57.07″N 12°35′52.54″Ö / 55.6991861°N 12.5979278°Ö

### Inderhavnen
Inderhavnen sträcker sig från Nordre Toldbod till Langebro. Där ligger bland annat de tidigare hamnområdena Nyhavn, Kvæsthusbroen, Christianshavn med Krøyers Bassin, Nordatlantens Brygge och Slotsholmen. 
Efter att färjeläget för Bornholmsfärjorna flyttats till Køge, drivs få hamnaktiviteter i Inderhavnen. Utöver kanalutfärder och hamnbussarna, försiggår största delen av de kommersiella hamnaktiviteterna vid Nordre Toldbod.

### Holmen

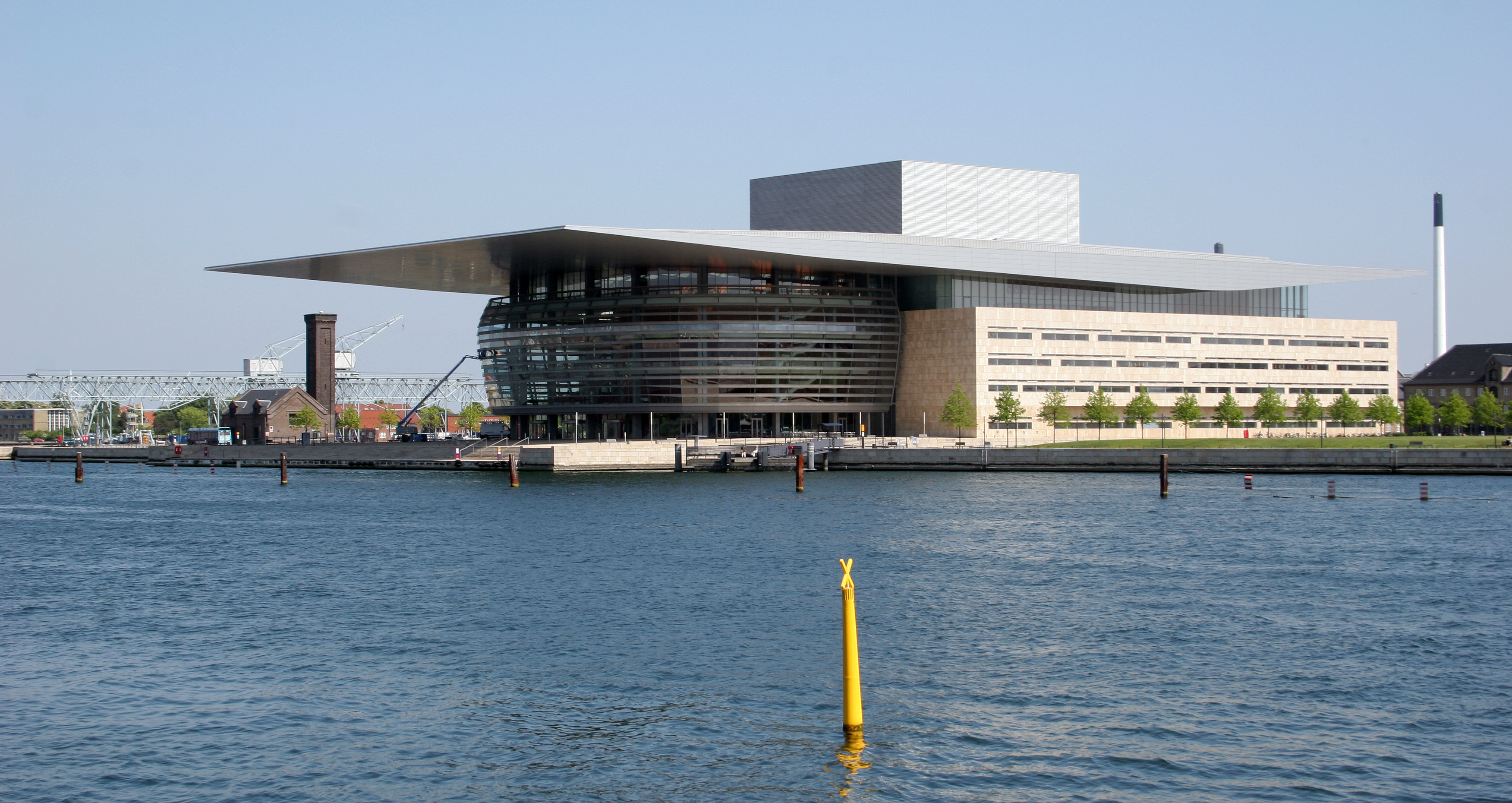
Operaen på Holmen

Holmen är ett allmänt använt namn på en rad öar i farvattnet mellan Själland och Amagers nordligaste spets. Dessa öar var under många år högkvarter för den danska flottan och har genom åren kallats Nyholm, Orlogsværftet, Flådens Leje och Flådestationen (eller Flådestation København). Namnet "Flådestationen Holmen" är vanligt bland lekmän, men används inte inom flottan. I över 300 år var Holmen Danmarks största arbetsplats. Idag finns dock bara ett fåtal institutioner kvar på öarna, som istället öppnats för bostadsbebyggelse och olika offentliga institutioner. Exempel på dessa är Kunstakademiets Arkitektskole, Den Danske Filmskole, Rytmisk Musikkonservatorium och Operaen på Holmen.
Mellan öarna i området går ett antal kanaler, bland annat Erdkehlgraven, Proviantmagasingraven, Snedkergraven, Søminegraven, Takkelloftgraven, Trangraven och Tømmergraven.

### Sydhavnen
Københavns Sydhavn eller Sydhavnen används i dagligt tal för det kvarter i Köpenhamn som officiellt heter Kongens Enghave. Det byggdes upp kring industrihamnen i södra delen av Köpenhamns hamninlopp.
Kvarterets byggnader har byggts upp kring behovet av arbetskraft, och området har därför alltid betraktats som ett arbetarområde med en av Köpenhamns hårdaste sociala miljöer.
Under de senaste tio åren[när?] har många tyngre industrier flyttats från Sydhavnen till förmån för kontorsverksamhet.
Bostadsområdet i Sydhavnen kallas ibland "Øen" (Ön), då det är inlåst mellan de stora infartsvägarna P. Knudsens Gade i norr och Sydhavnsgade i öster, samt Kastrupsbanen i sydväst.
55°38′54.03″N 12°31′37.77″Ö / 55.6483417°N 12.5271583°Ö

### Prøvestenen
Prøvestenen är en stor konstgjord ö, där det ligger ett fort, vars uppgift ursprungligen var att skydda hamninloppet till Köpenhamn.
Prøvestenens historia går bak till 1713, så beslut om att uppföra ett sjöfort öster om Amagers kust. Flytdockan Prøvestenen, som skulle fungera som försvarsverk, sänktes ner. Anläggningen förföll och först 1859-1863 byggdes en konstgjord ö.
1922 nedlades Prøvestenen som försvarsverk, och fortet köptes av danska marinen. Det användes därefter för lagring av olja och bensin. Hamnväsendet tog 1933 över de nerlagda sjöforten.
Prøvestenen inrymmer idag Köpenhamns oljehamn, men efter oljekrisen på 1970-talet och utvinning av olja i Nordsjön har distributionen ändrats radikalt, och det finns idag inte längre behov för många av de stora oljecisternerna.
55°40′35″N 12°38′10″Ö / 55.67639°N 12.63611°Ö